# Tillandsia 'Tropic Skye'
Tillandsia 'Tropic Skye' es un cultivar híbrido del género Tillandsia perteneciente a la familia Bromeliaceae.
Es un híbrido creado con las especies Tillandsia aeranthos × Tillandsia gardneri.